# Rhododendron 'Ken Janeck'
Rhododendron 'Ken Janeck' — сорт вечнозелёных рододендронов. 
Сорт является формой R. degronianum ssp. yakushimanum или гибридом с его участием.

## Биологическое описание

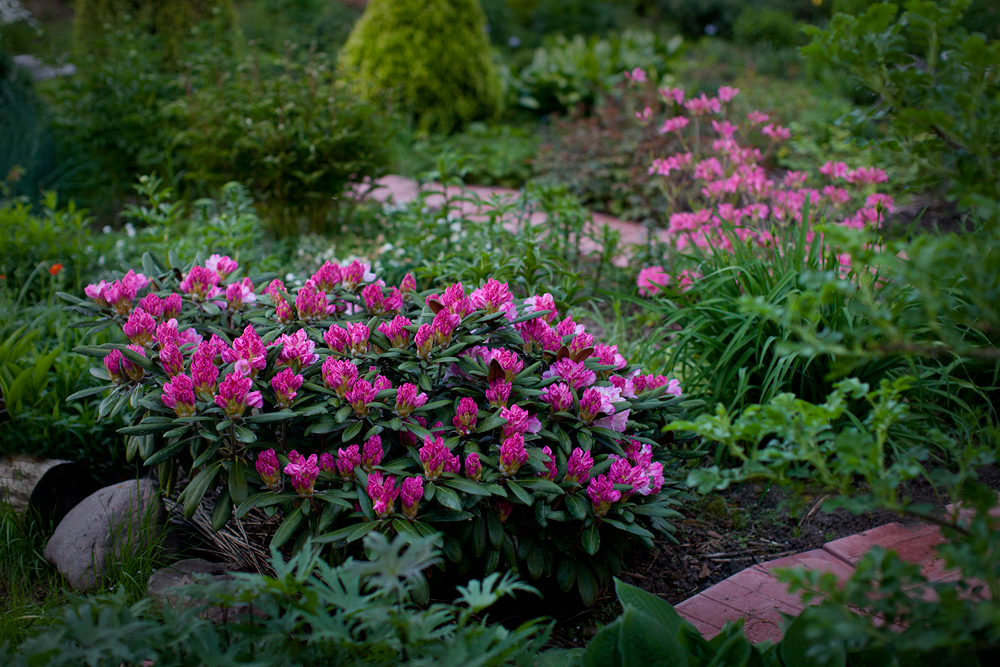
Rhododendron 'Ken Janeck' перед роспуском цветков. Россия. Владимирская область.

В возрасте 10 лет высота 70—121 см, ширина от 110 см. Крона плотная, ширина, как правило вдвое больше высоты.
Листья 125×25 мм, относительно узкие, ланцетные, тёмно-зелёные, на конце заострённые, с густым сливочным-коричневым опушением.
В соцветии до 11—17 цветков.
Бутоны розовые. Цветки 75 мм в ширину, открыто-воронковидные, бело-розовые выцветающие до белого. Аромат отсутствует.
Среднего срока цветения, в Германии цветёт в мае.

## В культуре
Выдерживает понижения температуры до −26 °С. Зоны морозостойкости: 5—8.
Местоположение: полутень, пятнистая тень или почти прямое солнечное освещение.
Почва хорошо дренированная, рН 5.0—5.5.

## Потомки
- 'Orange Flirt', Holger Hachmann (1992) =(R. 'Ken Janeck' × (Rhododendron dichroanthum ssp. scyphocalyx × ?))
- 'Active Duty', A.W. Smith (до 1992) =('King Tut' × R. 'Ken Janeck')
- 'Yours Truly', A.W. Smith (до 1986) =((Rhododendron smirnowii × R. Lady Bessborough Group) × R. 'Ken Janeck')
- 'Ice Prism', Jim Barlup (1998) =(Rhododendron bureavii x R. 'Ken Janeck') ×	'One Thousand Butterflies')